# Villa Rustica (Zipfwang)

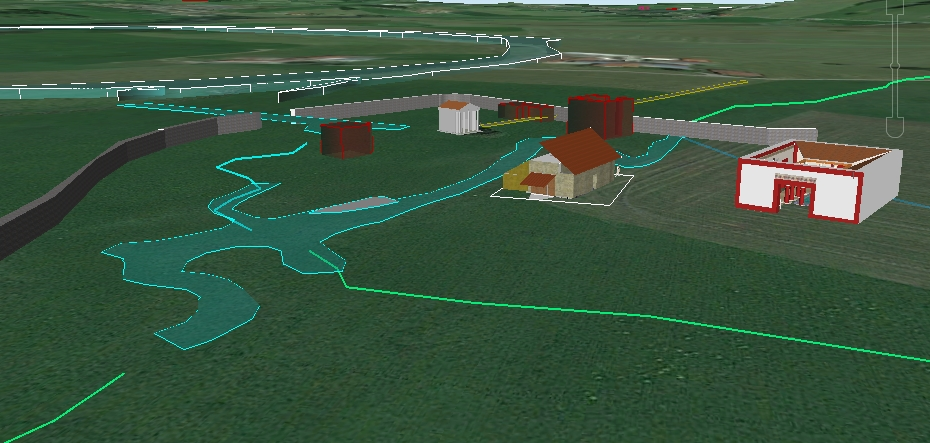
Rekonstruktion der Villa Rustica nach den Befunden Anfang des 3. Jahrhunderts. Steinmauer soweit gesichert. An Stelle der Loja-Kapelle der Vorläufertempel I C, gegenüber das Haupthaus(nach Radarbild), dazwischen das Badehaus. Hintergrund: Historische Illerschleife/Altwasser (heute "Alte Iller")

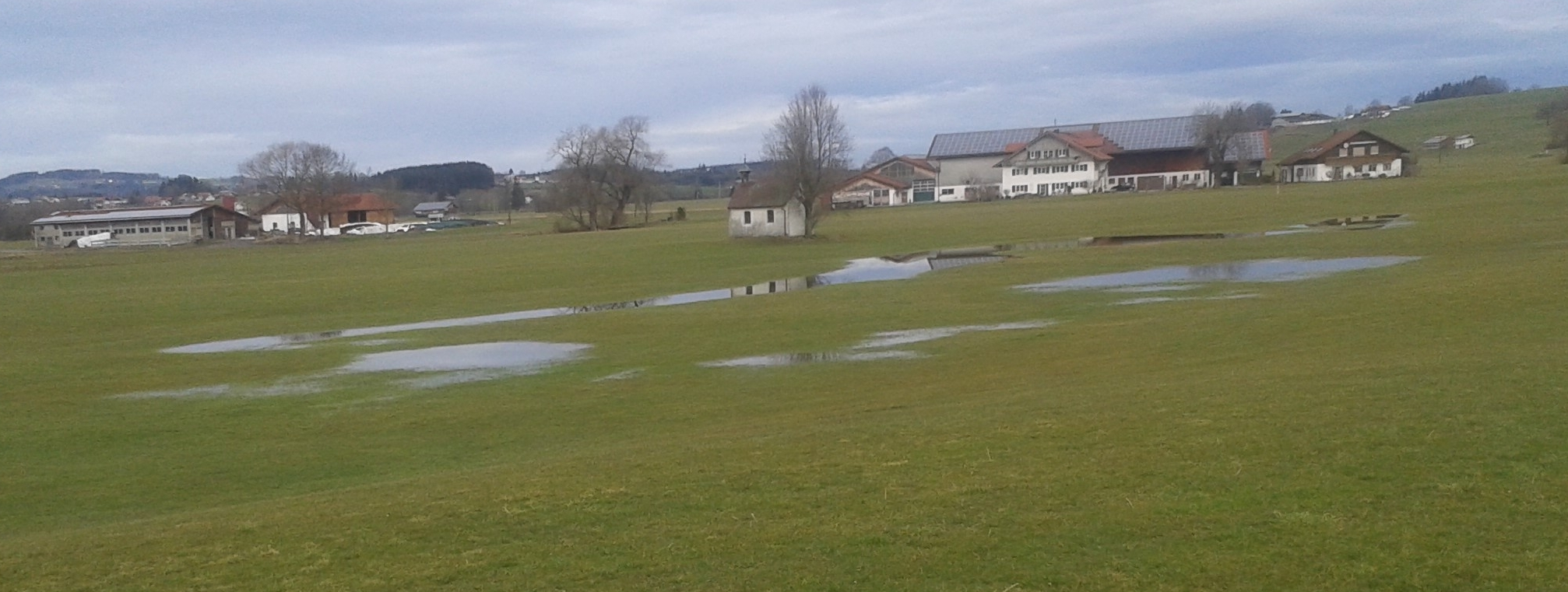
Heutige Ansicht von etwa demselben Standpunkt.

Die Villa Rustica von Zipfwang war ein römischer Gutshof bei Sulzberg im Landkreis Oberallgäu, der vom ersten Jahrhundert bis mindestens Anfang des dritten Jahrhunderts bestand.
Zwei der Gebäude wurden bereits 1936 von Ludwig Ohlenroth ausgegraben. Durch eine Radarprospektion im Jahr 2013 wurde der etwa 2 Hektar große Komplex nun als Villa rustica identifiziert.

## Lage
Die Villa Rustica befindet sich auf einem hochwasserfreien Lehmrücken zwischen den Weilern Unterhub und Zipfwang in etwa 50 Meter Entfernung von einem ehemaligen Altwasserarm der Iller (heute „alte Iller“). Aus dem nahen Höhenrücken streben drei Bachläufe der Iller zu, von denen zwei in historischer Zeit umgeleitet und zum Betrieb einer Mühle verwendet wurden („Zipfelmühle“).
In etwa 10 km Entfernung Luftlinie, verbunden durch die Iller, befindet sich die römische Stadt Cambodunum. Die Römerstraße Kempten – Füssen verläuft etwa 5 km entfernt.

## Ergebnisse der Grabung von Ohlenroth

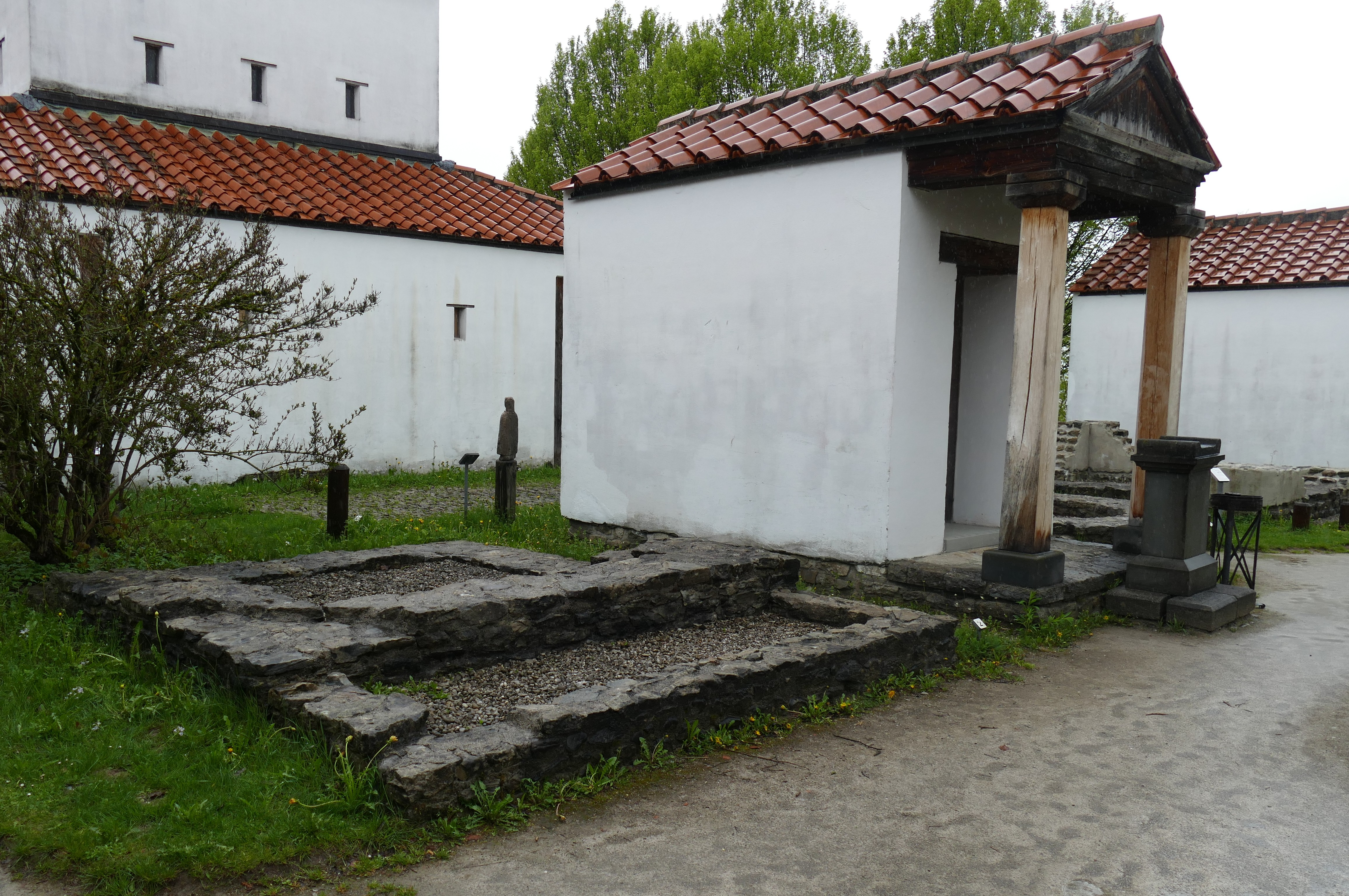
Rechtecktempelchen in Cambodunum, links die Grundmauern ähnlich wie 1936 ergraben. Rechts ein Rekonstruktionsversuch eines knapp halb so großen Tempels.

Es wurden zwei Gebäude erforscht. Das Gebäude I befindet sich seit dem Mittelalter unter einem Kapellenbau, der Loja-Kapelle. Das 5,4 mal 14,7 Meter messende antike Gebäude wurde im 1. Jahrhundert zunächst als Holzbau mit Ziegeldeckung und Aufteilung in drei Räume errichtet. Die Datierung konnte durch Funde zeittypischer Keramik und von Gewandnadeln gesichert werden.
Das Gebäude wurde in der ersten Hälfte des 2. Jahrhunderts in Stein ausgebaut. Einige Jahrzehnte später wurde einer der Räume mit einer Hypokaust-Fußbodenheizung ausgestattet. Zu Beginn des 3. Jahrhunderts wurde das Steingebäude abgebrochen und der südliche, jetzt unter der Kapelle befindliche Teil unter teilweiser Nutzung der Grundmauern in ein etwa quadratisches Steingebäude mit kleiner Vorhalle umgewandelt, das Ohlenroth als Tempel interpretiert. Die Außenmaße dieses Tempels betrugen etwa 6,80 mal 6,40 Meter, mit einem 75 cm breiten Vorraum. Der Innenraum hatte eine Fläche von etwa 22 m², war also deutlich größer als die heutige Loja-Kapelle. Auf das Gebäude I von Norden zulaufend wurde ein 5–7 cm dick geschottertes Stück Straße gefunden. Vergleichbare Tempelbauten mit kleinen Vorräumen wären der „Tempel C“ von Pesch in der Eifel sowie kleine Rechtecktempel im Tempelbezirk von Cambodunum.
Das Gebäude II, in etwa 50 Meter Entfernung, dazwischen ein bis zu 3 Meter breiter Wasserlauf, wurde im 2. Jahrhundert direkt aus Stein errichtet. Es besaß zunächst vier Räume von 2,90 Breite, die alle durch eine Hypokaustheizung geheizt werden konnten. Die Aufteilung und Bauweise erlaubt unschwer die Zuweisung der Räume in Kalt-, Warm- und Heißbaderäume und Interpretation als Badehaus. Der Zugang zur Feuerung im Süden war durch einen Holzvorbau geschützt. Später wurde vor dem Eingang ein Vorzimmer in Stein angefügt, in dem noch mehrere Estrichlagen erhalten waren.
Im Vicus des Kastells Pfünz befindet sich ein mit diesem Bau übereinstimmendes, ebenfalls vollständig heizbares Bad.
Ein später Anbau über die ganze Länge im Osten fügte einen 1,80 Meter schmalen und 11,50 Meter langen dreigeteilten Innenraum hinzu, der wegen Resten von Eisenschlacken als Metallwerkstatt interpretiert wird.
Im Westen war das Gelände ca. 3 Meter breit mit Sandsteinbruchplatten gut gepflastert und fiel in einem "stark begangenen" Teil um 50 – 60 cm zum Wasserlauf hin ab. Im südlichen Drittel der Westseite wurden Gräbchen zur Wasserableitung und ein als Werkstatt genutzter Holzanbau gefunden.
Beide Gebäude hatten gläserne Fensterscheiben, von denen jeweils Reste gefunden wurden.

### Funde aus Metall

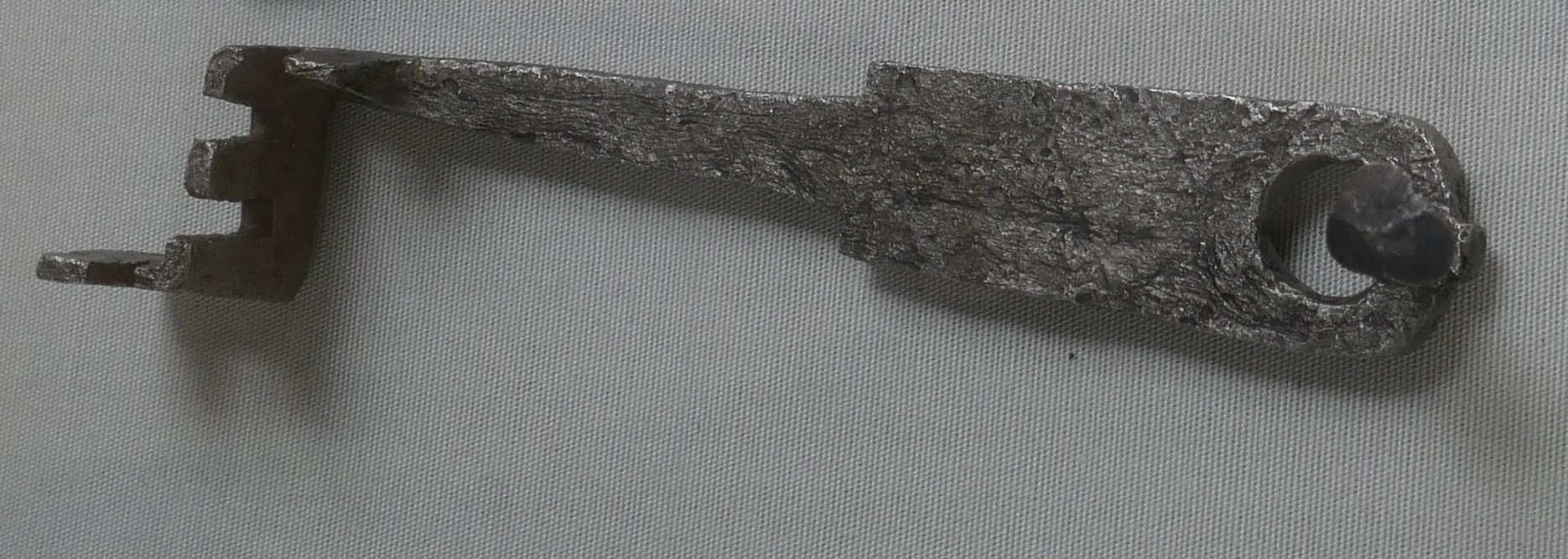
Römischer Schlüssel etwa entsprechend der Zeichnung von Ohlenroth. Ausstellungsstück im Römermuseum Kempten.

Von den Gewandnadeln aus Bronce datiert eine sicher ins 1. Jahrhundert (Hofheim Typ IIIa). Die drei weiteren verteilen sich bis ins ausgehende 2. Jahrhundert. Ein eiserner Holzmeißel belegt Holzverarbeitung, Schmelztropfen und ein Schmelzlöffel Bronceverarbeitung. Eisenschlacken fanden sich in und an beiden Gebäuden. In Bau 1 fand sich ein römischer  Schlüssel und ein Löffel aus Eisen.

### Keramikfunde
Die reichhaltigen Keramikfunde aller Art ließen sich vom ersten bis zum frühen 3. Jahrhundert datieren, oft mit Vergleichsstücken aus Cambodunum.
Die einheimische Keramik, wie beispielsweise Kochtöpfe mit Kammstrich aus der Frühzeit des 1. Jahrhunderts, sowie verschiedene Gefäße aus Terra Nigra sind von latènezeitlicher oder rätischer Machart und zeigen (ebenso wie in Cambodunum) das Weiterleben der einheimischen keltisch/rätischen Urbevölkerung an.
Verschiedene Reibschalen ab dem 2. Jahrhundert zeigen typisch römische Küchentradition an, beispielsweise die Zubereitung von Moretum.
Das Luxusgeschirr Terra Sigillata mit Zeitstellung vom 1. bis 2. Jahrhundert wurde in beiden Gebäuden vielfach gefunden. Es wurde zunächst aus Südgallien, später aus Werkstätten des Rheinlands importiert. Ein Teller vom belgischen Typus und ein Lavezgefäß von der Alpensüdseite weisen auf weitreichende Kontakte hin.

## Ergebnisse der Radarprospektion von 2013

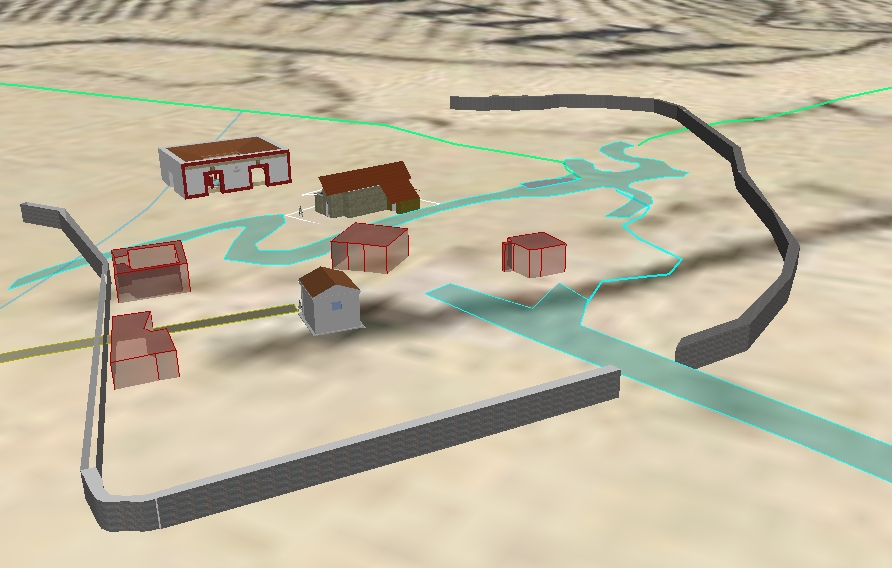
Plan der Villa Rustica

Es wurden mindestens vier weitere Gebäude nachgewiesen, darunter ein 20 mal 20 Meter großes Haupthaus mit zentralem Innenhof. Es zeigt sich, dass der ausgegrabene Tempel Ic genau auf das Haupthaus ausgerichtet ist (die heutige Loja-Kapelle darüber ist leicht verdreht). Außerdem Wirtschaftsgebäude, wovon eines Hinweise auf einen Ofen oder eine Werkstatt aufweist. Umgebend konnten große Teile der rundlich geschwungenen steinernen Umfassungsmauer nachgewiesen werden.
Innerhalb der Mauer zeigten sich mehrere Wasserläufe, davon einer mit einer Insel von ca. 3 mal 14 Metern. Einige Gebäude, darunter das Bad, weisen Verbindungen zu den Wasserläufen auf.
Der Stand der Forschung ist in der Ausgabe 2013 von Das archäologische Jahr in Bayern dokumentiert.

## Die Wasserversorgung des Gutshofs
Ohlenroth deutet den Namen Loja als „Mündung einer kleinen Ache“ vorrömischen Namens in die Iller. Dieser Bach könnte der Huber Bach oder der Albis-/Kenelsbach gewesen sein. Letzterer wurde zum Betrieb der Zipfelmühle mit dem neuen Namen „Mühlbach“ umgeleitet. Er hat ein Einzugsgebiet von etwa 3 km², was bei einem Niederschlag von 1274 mm im Jahresdurchschnitt  etwa 9 Liter Wasser pro Sekunde ergibt.
Diese Fliessmenge ergibt pro Meter Gefälle eine Leistung von 16 PS, womit der Betrieb einer Wassermühle möglich wäre. Wassermühlen sind schon in augusteischer Zeit belegt und wurden Mitte des 2. Jahrhunderts deutlich verbessert. Palladius hielt es im 5. Jahrhundert für selbstverständlich, dass ein größerer Gutshof über eine Mühle verfügt. Bei der Grabung 1936 wurde ein Mühlstein von ca. 60 cm Durchmesser gefunden.
Bereits in der ersten Grabung wurde ein Altwasserlauf von ca. 3 Meter Breite zwischen den Gebäuden, von Süd nach Nord und mit starker Krümmung gefunden. Die Radarprospektion verlängerte diesen nach Süden um eine teichartige Verlängerung mit Insel. Außerdem wurde ein 6 Meter breiter Altwasserlauf von Westen erkannt, der innerhalb der Siedlung plötzlich endet.

## Das Ende von Loja
Ohlenroths Ausgrabung erbrachte datierende Funde nur vom ersten bis zum dritten Jahrhundert, es gibt also keinen Beweis des Weiterbestehens des Gutshofs nach der Reichskrise des 3. Jahrhunderts, während der mehrmals größere Verbände von Alamannen bis nach Italien eindrangen. Zu dieser Zeit, etwa um 260, wurde die Limesmauer und damit das Dekumatland aufgegeben und der Limes auf den DIRL zurückgenommen (Limesfall). Cambodunum wurde Grenzstadt und vom Illerhochufer auf die Burghalde verlegt. Die letzte verbliebene Landgrenze zwischen Rhein und Donau verlief von der Iller zum Bodensee über Isny.
Loja verblieb aber immer noch innerhalb des Imperiums, noch 140 Jahre bis zum Abzug der Legionen (402) und weitere 134 Jahre, bis das Allgäu friedlich den Franken übergeben wurde.
Die Grabung von 1936 hat ergeben, dass das Gebäude II durch einen Brand zugrunde ging. Nahe dabei fand sich eine 50 cm dicke Brandschicht, die verbrannte Vorräte (von Holz) anzeigt, die nicht mehr weggeräumt wurden. Nach Ohlenroth würde dies anzeigen, dass das Gelände nicht weiter bewohnt wurde. 1936 standen aber noch nicht die Datierungsmöglichkeiten der Radiokarbonmethode und der Dendrochronologie zur Verfügung, um den Zeitpunkt dieses Brandes zu ermitteln. Die Ausgrabung des jetzt gefundenen Haupthauses sollte die Forschungslücke schließen können.

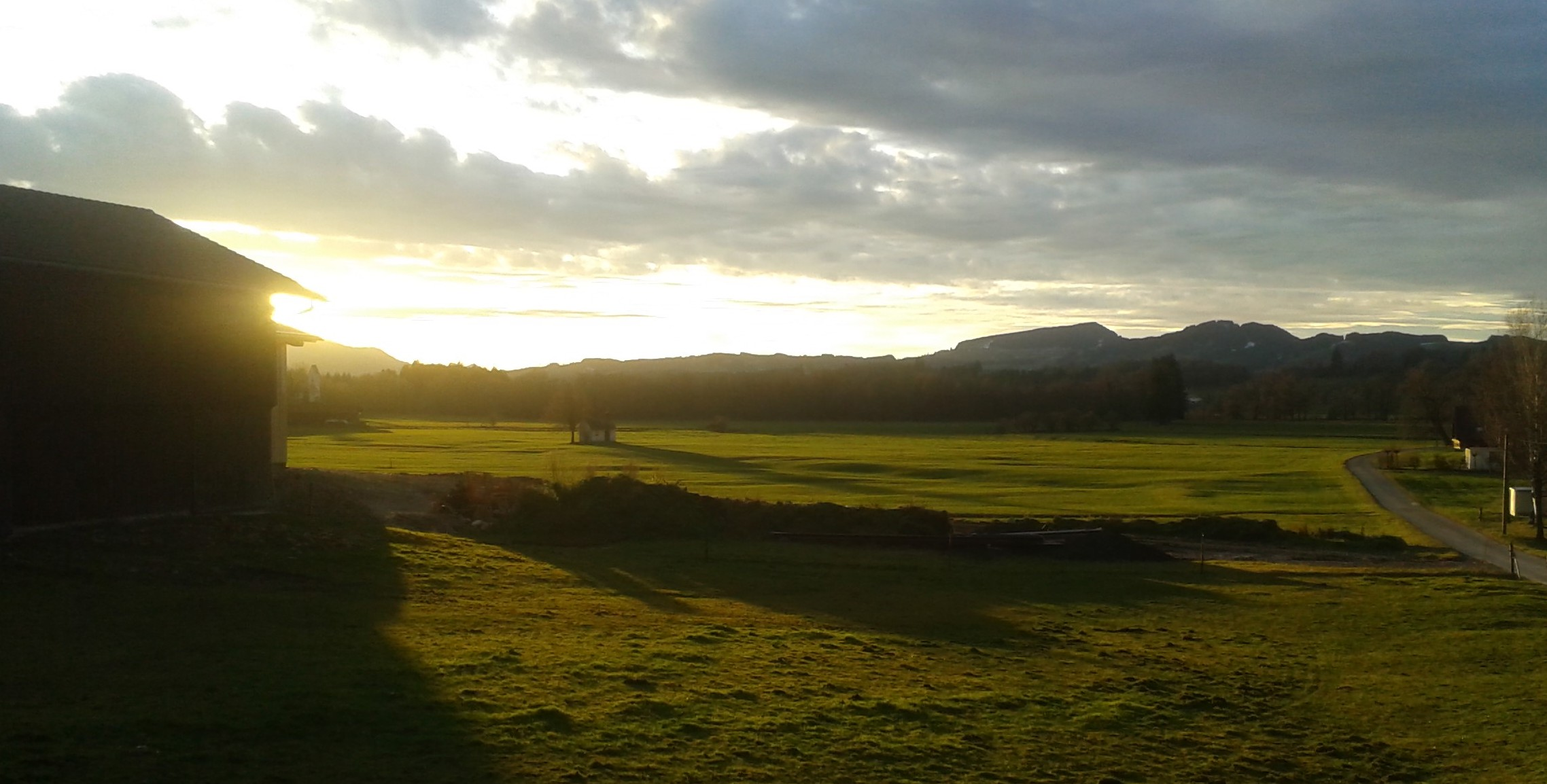
Blick auf das Gelände der Villa Rustica mit Loja-Kapelle im abendlichen Seitenlicht
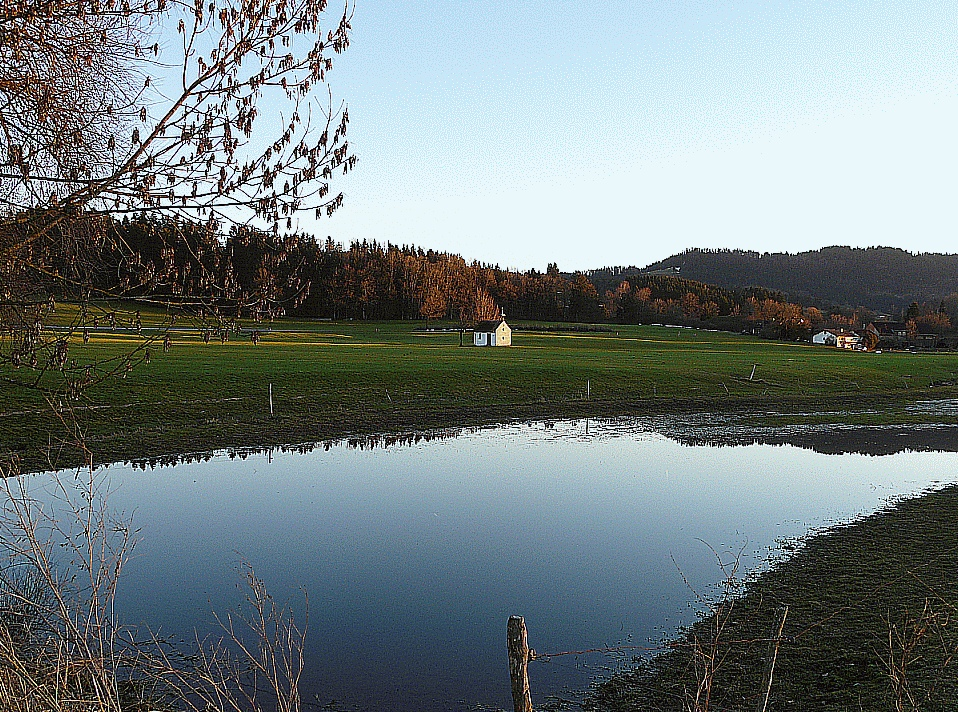
Blick auf das Gelände der Villa Rustica mit Loja-Kapelle und Altwasser der Iller
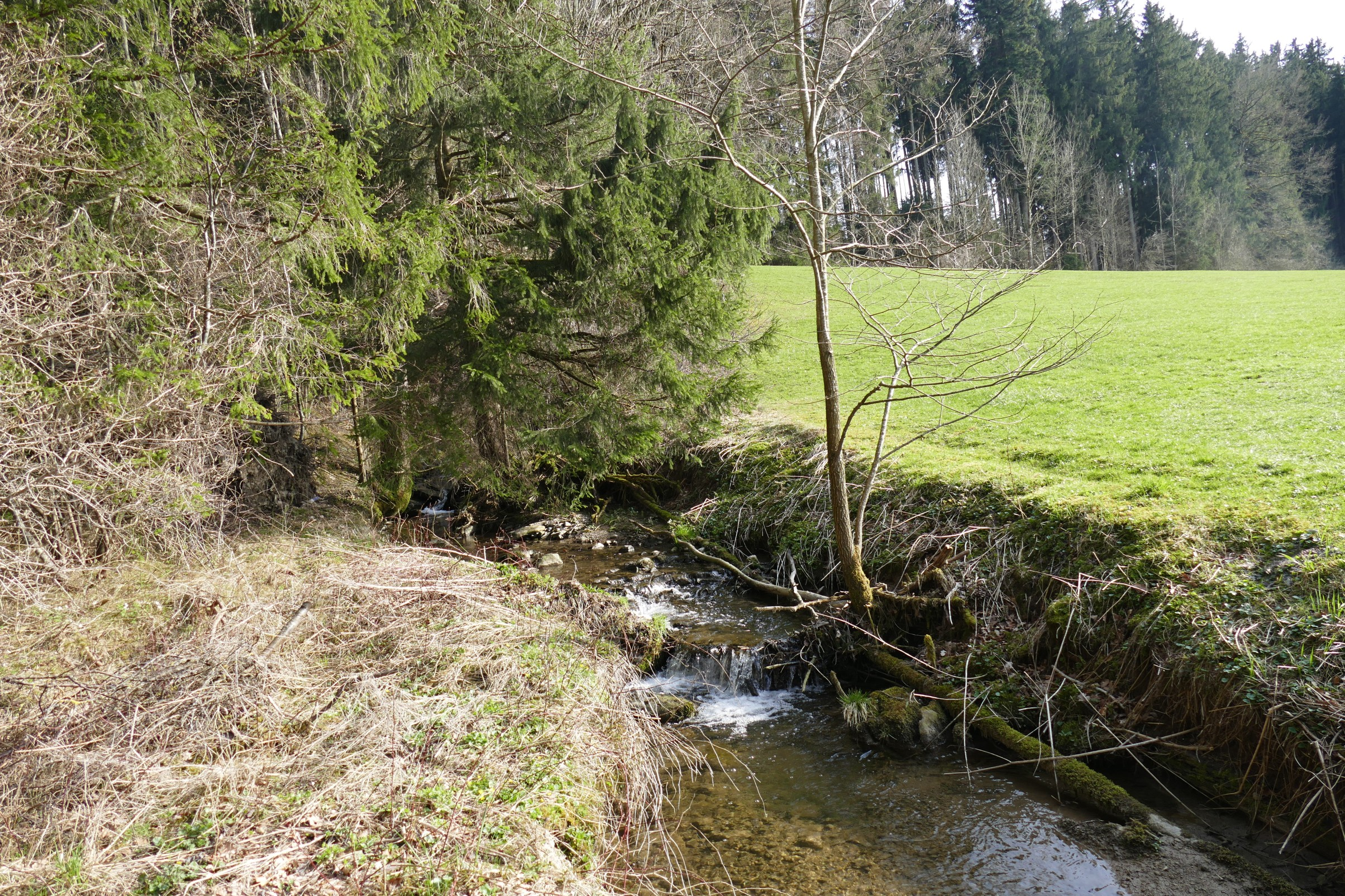
Kenelsbach an der Stelle der neuzeitlichen Umleitung zur Zipfelmühle
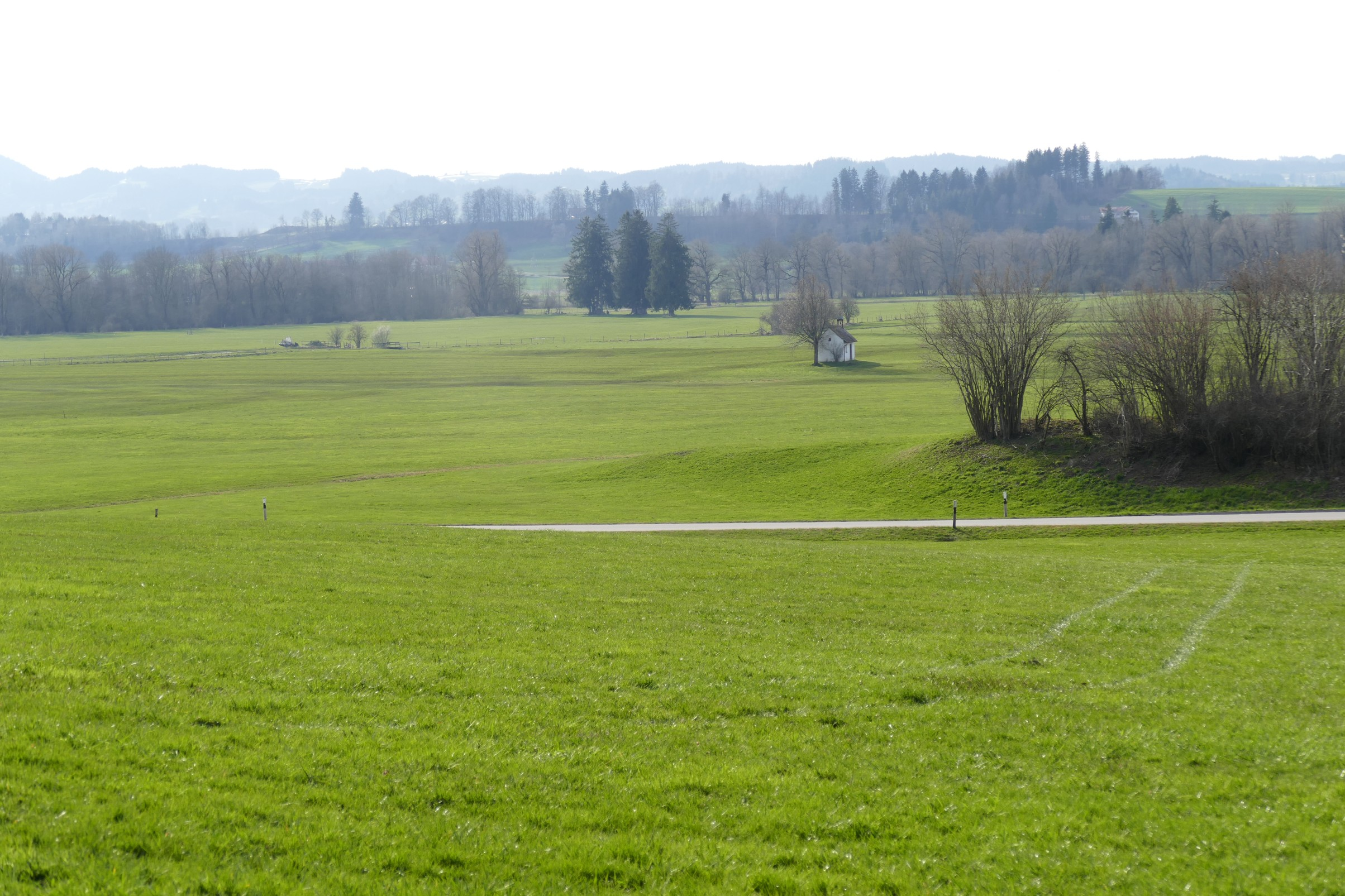
Loja-Gelände vom Kenelsbach aus gesehen. Im Hintergrund Alte Iller und Iller